# جاك كوبر (لاعب كرة قدم)
جاك كوبر (بالإنجليزية: Jack Cooper)‏ (1 يناير 1889 في المملكة المتحدة - ) هو لاعب كرة قدم بريطاني (وحمل سابقاً جنسية المملكة المتحدة لبريطانيا العظمى وأيرلندا) في مركز حراسة المرمى. لعب مع نادي بارنسلي ونيوبورت كونتي.

## وصلات خارجية
- جاك كوبر على موقع قاعدة بيانات كرة القدم.إي يو (الإنجليزية)